# Arabella (1917)
Arabella ist ein polnisches Stummfilmmelodram aus dem Jahre 1917, einer der letzten Filme Pola Negris in ihrer polnischen Heimat, ehe sie zu Beginn desselben Jahres nach Deutschland übersiedelte.

## Handlung
Im Zentrum der Handlung steht die femme fatale Arabella Pataniecka, der die Männer zu Füßen liegen. Einer von ihnen ist der reiche Stanislaw Pobratymski, der sich mit ihr verlobt. Doch er hat in Olgier Podhorski, einem Verwandten, einen starken Widersacher. Auch er liebt Arabella und möchte daher seinen lästigen Nebenbuhler schnellstmöglich loswerden. Daher besorgt er sich von Dr. Ost das indische Pflanzengift Quambashiwa, um es Stanislaw einzuflößen. Als jener in letzter Sekunde gerettet werden kann erschießt sich Olgier.

## Produktionsnotizen
Der damals gut 70-minütige Film entstand inmitten des Ersten Weltkriegs in dem unter deutscher Militärherrschaft stehenden Warschau. Arabella erlebte dort am 1. Mai 1917 seine Uraufführung. Er gilt heute, bis auf wenige Filmmeter, als verschollen. In Österreich-Ungarn lief Arabella am 2. November 1917 an. Der Streifen war dort vier Akte auf 1500 Meter lang und erhielt Schulverbot (= Jugendverbot). In Deutschland wurde das Melodram im darauf folgenden Jahr, noch während des Krieges, gezeigt. Hier maß der ebenfalls mit Jugendverbot belegte Film fünf Akte auf 1427 Meter Länge.
Das Melodram kann als typisch für die frühen Stummfilme Pola Negris gesehen werden, ihren dort gezeigten Rollentypus, den „männermordenden Vamp“, sollte sie später immer wieder spielen.
Regisseur Aleksander Hertz (1879–1928) ist einer der heute nahezu vergessenen Filmschaffenden Polens. Dabei kommt ihm bezüglich der Filmgeschichte Polens eine überragende Bedeutung zu: Noch während der Zarenherrschaft besaß er die bedeutendste Produktionsfirma in Warschau, die Sfinks, und inszenierte bzw. stellte eine Reihe von damals sehr erfolgreichen Filmen her, darunter mehrere mit Pola Negri wie Bestia.

## Kritiken
„Das vieraktige Drama zeichnet sich durch fesselnde Handlung aus, die wegen des kriminalistischen Einschlages an Interesse gewinnt.“

In Paimann’s Filmlisten ist zu lesen: „Stoff, Spiel, Photos und Szenerie sehr gut.“